# 其實寂寞
《其實寂寞》是香港女歌手謝安琪（Kay Tse）第70支派台作品，亦是「董折 浦銘心」企劃的派台作品。單曲於2019年3月11日派至香港各大電台，並同步在各大串流平台上架。

## 獲獎紀錄
- 2019年度KKBOX點播次數排行榜 - 年度本地單曲榜 第六位
- 2019年度香港十大最潮YouTube音樂影片（第七位）

## 線上音樂商店派台成績
〈沐春風〉於2019年3月11日派往iTunes及KKBOX。

### KKBOX 本地年度單曲累積榜 Top 100
統計時段為2018年12月1日至2019年11月30日，榜上位置為第6位。

### Spotify 播放次數
播放次數逾553萬。